# Granite Railway

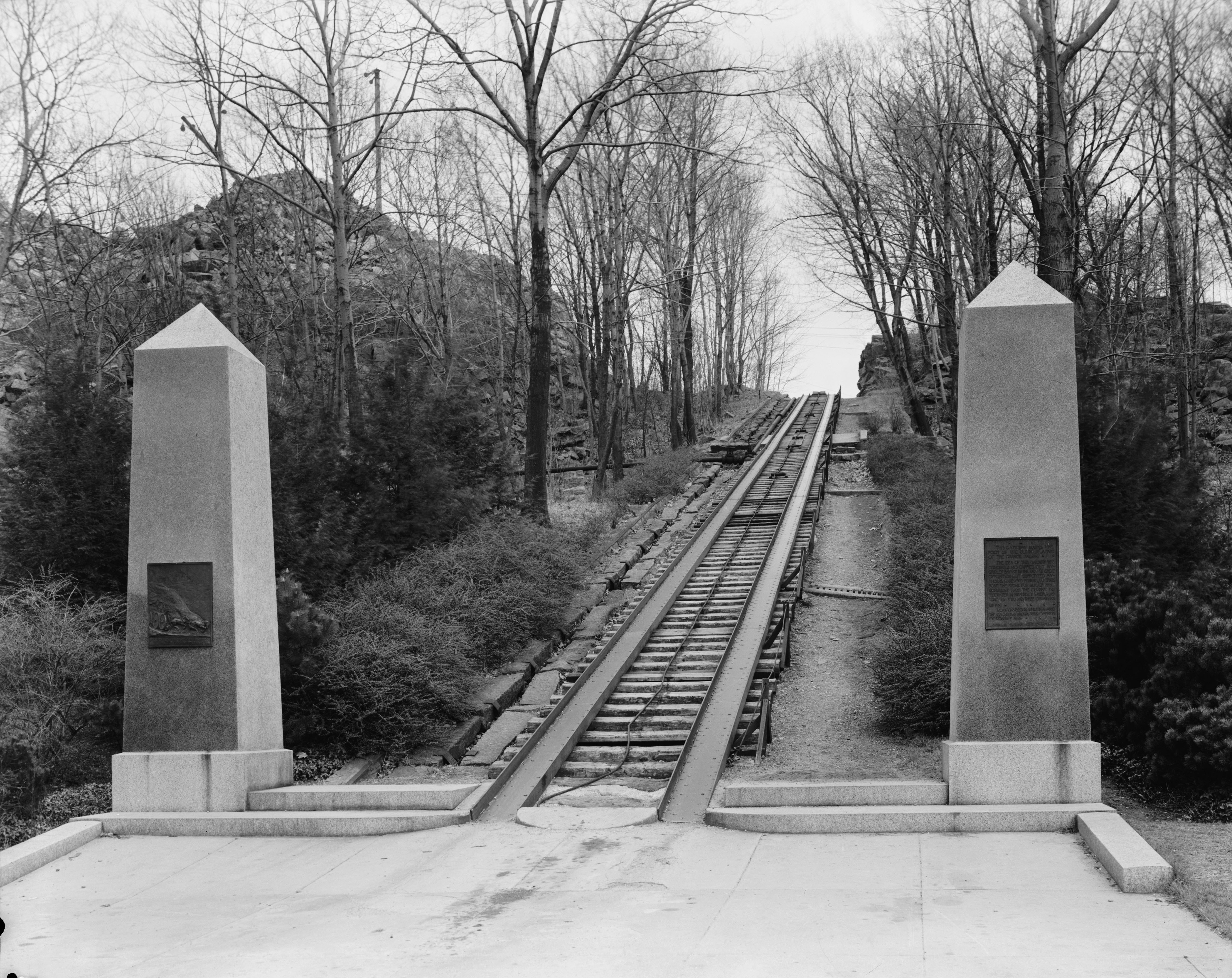
Steigungssegment der Granitbahn, 1934.

Die Granite Railway (dt. Granitbahn) war eine der allerersten Bahnstrecken in den USA. Sie wurde erbaut, um Granit aus den Steinbrüchen von Quincy in Massachusetts zur Baustelle des Bunker Hill Monuments in Charlestown zu transportieren. Der Betrieb wurde am 7. Oktober 1826 aufgenommen, die Streckenlänge betrug ca. 4,8 Kilometer. Obwohl in England bereits Dampflokomotiven verkehrten, wurden hier zunächst Pferde zum Ziehen der Waggons eingesetzt, die Gefällestrecke wurde mit Schwerkraft überbrückt. Später wurden auch Lokomotiven eingesetzt. Neben der Belieferung der Monumentbaustelle wurde auf dieser Bahn Granit in den Bostoner Hafen zur Verschiffung und zum Bau des Leuchtturms Minot’s Ledge an der Hafeneinfahrt transportiert. 1963 wurde der letzte Steinbruch in Quincy stillgelegt.
Am 15. Oktober 1973 wurde die Bahn als Quincy Granite Railway unter der Nummer 73000309 in das National Register of Historic Places aufgenommen. Am 19. Juni desselben Jahres folgte ein gesonderter Eintrag für das abgebildete Steigungssegment unter der Nummer 73000310.